# Jacarinagors
De jacarinagors (Volatinia jacarina) is een zangvogel uit de familie Thraupidae (tangaren).

## Verspreiding en leefgebied
Deze soort telt 3 ondersoorten:
- V. j. splendens: van Trinidad, Mexico tot Colombia en oostelijk via Venezuela en de Guyana's tot het Amazonebekken.
- V. j. jacarina: van zuidoostelijk Peru tot oostelijk Brazilië en noordelijk Argentinië.
- V. j. peruviensis: westelijk Ecuador, westelijk Peru en noordwestelijk Chili.